# Парамонов, Фёдор Андреевич
Фёдор Андреевич Парамонов (1870 — 12 декабря 1908, Москва) — русский актёр, ученик А. П. Ленского. В 1891 году закончил Драматические курсы Московского театрального училища. В 1891—1892 и 1895—1908 годах — актёр Малого и Нового театров. Крупное природное комическое дарование Фёдора Андреевича Парамонова отмечалось уже на выпускном спектакле. Парамонов в известной степени и по дарованию и по кругу ролей смыкался с Рыбаковым. Но ещё ближе становился он Макшееву, выступая как комик, актёр на жанровые роли, в которых его отличают теплота сценического юмора, чуждость шаржу, правдивые, яркие и сочные краски.
В 1890-е годы Ф. А. Парамонов показал себя хорошим комедийным актёром, будучи занятым чаще всего, подобно Макшееву, в таких ролях, как Чубуков («Предложение»), Городничий («Ревизор»), 3-й мужик («Плоды просвещения»), Павлин Савельич («Волки и овцы»), Восмибратов («Лес») и другие. Из Парамонова выработался незаурядный комик, актёр на жанорвые роли, которые он играет с большой выразительностью, ярко и сочно, с теплотой и естественностью.
Следую лучшим традициям Малого театра, но внося в них своё живое ощущение, сыграл Парамонов Ф. А. роль Городничего («Ревизор»). Артист провёл свою роль традиционно, отлично сыграв заключительный монолог, который произносил необыкновенно просто.
Уморительно забавен был Ф. А. Парамонов в роли комически утрированного Бартоло («Севильский цирюльник»), особенно мимической игрой в сцене, где Базилио говорил о силе клеветы.
В спектаклях по пьесам Островского Парамонов хотя и не имел значительных успехов и не играл центральных ролей, но его творчество говорило о прочности реалистический традиций. Комедийный актёр, мастер характерных ролей с бытовой окраской, Парамонов создал типичный образ Восмибратова («Лес»), шумного и разгорячённого властью Дикого («Гроза»), прекрасного Робинзона, исполненного им сдержанно, без шаржа, с неподдельным комизмом («Бесприданница»), вводную роль отставного военного Турунтаева («Пучина»). Это был актёр, близкий по своей манере творчеству Островского.
Особый успех Ф. А. Парамонов имел в роли Калибана в пьесе У. Шекспира «Буря», поставленной Ленским в 1905 году. Парамонов создал очень яркий образ злобного, дикого получеловека, сына колдуньи, легковерное чудовище с лицом жабы, когтистыми перепончатыми лапами и в чешуе, как у пресмыкающегося.
Также исполнял роли: Бартоло («Свадьба Фигаро»), медник Рыло («Сон в летнюю ночь»), Шалыгин («Воевода»), Франц («В глуши»).